# Pterospermum fuscum
Pterospermum fuscum är en malvaväxtart som beskrevs av Pieter Willem Korthals. Pterospermum fuscum ingår i släktet Pterospermum och familjen malvaväxter. Inga underarter finns listade i Catalogue of Life.